# První vláda Michaela Kretschmera
První vláda Michaela Kretschmera byla zemská vláda Svobodného státu Sasko v letech 2017–2019. Stejně jako předcházející třetí vláda Stanisława Tilicha vzešla z voleb do saského zemského sněmu v roce 2014 a tvořila ji koalice CDU a SPD. Po rezignaci Stanisława Tilicha byl předsedou vlády na 64. zasedání 6. Saského zemského sněmu dne 13. prosince 2017 zvolen Michael Kretschmer (CDU), který představil svůj kabinet dne 18. prosince 2017.
Kvůli složitému sestavování vládní koalice po zemských volbách v roce 2019 vládla první Kretschmerova vláda i po ustavujícím zasedání zemského sněmu ze dne 1. října 2019 až do 20. prosince 2019.

## Členové zemské vlády
| Úřad                                                                                           | Foto | Jméno               | Strana | Strana |
| ---------------------------------------------------------------------------------------------- | ---- | ------------------- | ------ | ------ |
| Předseda vlády                                                                                 |      | Michael Kretschmer  |        | CDU    |
| Místopředseda vlády                                                                            |      | Martin Dulig        |        | SPD    |
| Ministr pro hospodářství, práci a dopravu                                                      |      | Martin Dulig        |        | SPD    |
| Ministr vnitra                                                                                 |      | Roland Wöller       |        | CDU    |
| Ministr financí                                                                                |      | Matthias Haß        |        | CDU    |
| Ministr spravedlnosti                                                                          |      | Sebastian Gemkow    |        | CDU    |
| Ministr školství                                                                               |      | Christian Piwarz    |        | CDU    |
| Ministryně pro vědu a umění                                                                    |      | Eva-Maria Stangeová |        | SPD    |
| Ministryně sociálních věcí a pro ochranu spotřebitelů                                          |      | Barbara Klepschová  |        | CDU    |
| Ministryně pro rovnost a integraci při ministerstvu sociálních věcí a pro ochranu spotřebitelů |      | Petra Köppingová    |        | SPD    |
| Ministr životního prostředí a zemědělství                                                      |      | Thomas Schmidt      |        | CDU    |
| Vedoucí státní kanceláře a ministr pro spolkové a evropské záležitosti                         |      | Oliver Schenk       |        | CDU    |